# Oxysarcodexia marina
Oxysarcodexia marina är en tvåvingeart som först beskrevs av Hall 1938.  Oxysarcodexia marina ingår i släktet Oxysarcodexia och familjen köttflugor. Inga underarter finns listade i Catalogue of Life.